# José María Algué
José María Algué (* 29. Dezember 1856 in Manresa in Spanien; † 27. Mai 1930 in Roquetes in Spanien) war ein spanischer Jesuitenpriester, Astronom und Meteorologe, und langjähriger Direktor des Observatoriums von Manila. Er ist der Erfinder des Barocyclonometers, ein meteorologisches Instrument zur Bestimmung des Zentrums eines Taifuns und zur Vorhersage dessen Zugbahn, außerdem entwickelte er ein Nephoskop und einen Mikroseismographen.

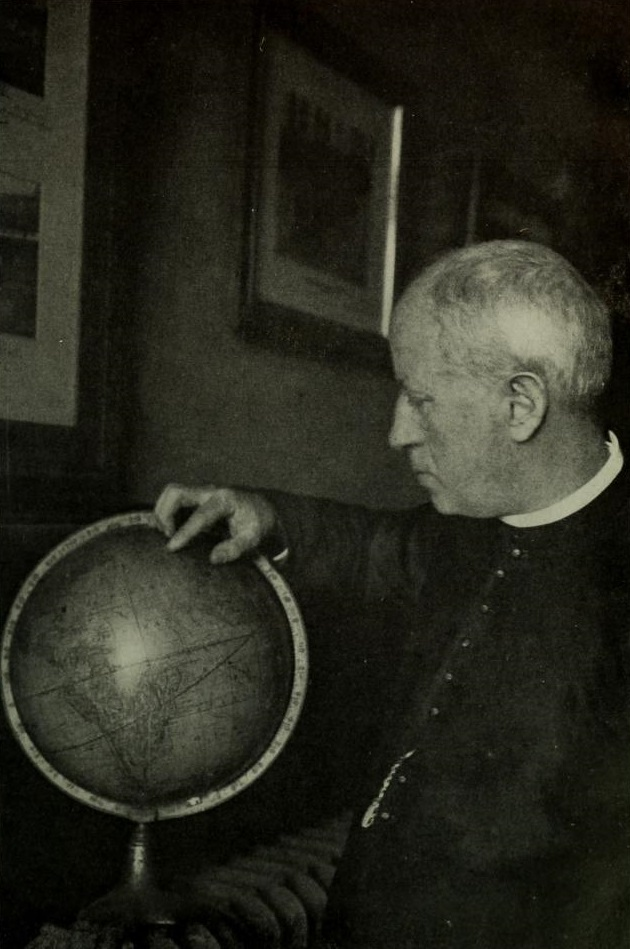
José Algué

José Algué studierte zunächst in Barcelona, ging dann nach Frankreich, wo er im Juli 1871 den Jesuiten beitrat. Anschließend verbrachte er mehrere Jahre in Andorra, um dort Philosophie zu studieren. 1888 traf Algué in Spanien Federico Faura, den Direktor des Observatoriums von Manila. Dieser nahm ihn mit ans astronomische Observatorium in Rom und im darauffolgenden Jahr besuchten sie gemeinsam einen meteorologischen Kongress in Paris. Faura traf dann Vorkehrungen, um José Algués weitere astronomische und meteorologische Ausbildung voranzubringen. Algué setzte zunächst sein Studium in Spanien fort, bis er dann im Juni 1891 in die USA ging, um dort an der Georgetown University in Washington Meteorologie und Astronomie zu studieren. 1893 verbrachte er einige Wochen am Observatorium von Havanna auf Kuba, einem ebenfalls von Jesuiten geleiteten Institut, bevor er dann kurz nach Europa zurückkehrte. Noch im selben Jahr reiste er wieder in die USA, um dort zusammen mit Faura am Internationalen Meteorologischen Kongress in Chicago teilzunehmen, welcher dort im Rahmen der Weltausstellung World’s Columbian Exposition stattfand. Von dort reisten Algué und Faura zunächst weiter nach Havanna, wo sie mehrere Monate am dortigen Observatorium arbeiteten, bevor sie dann den Jahreswechsel in Spanien verbrachten. Anfang 1894 kehrte Federico Faura dann auf die Philippinen zurück und wurde von Algué begleitet, welcher fortan als stellvertretender Direktor des Observatoriums von Manila an der Seite von Faura arbeitete. Nach dem Tod von Federico Faura im Januar 1897 wurde Algué dann zum neuen Direktor des Observatoriums ernannt. Auch 1897 stellte Algué seinen Barocyclonometer vor, eine Weiterentwicklung des von Faura zuvor entwickelten Faura Aneroid Barometers. Der Barocyclonometer erlaubte die Bestimmung des Zentrums eines Taifuns und die Vorhersage der voraussichtlichen Zugbahn. Das Instrument wurde daraufhin bald zu einer Standardausrüstung auf Schiffen im Indopazifischen Raum.
Nach dem Spanisch-Amerikanischen Krieg 1898 folgte auf die Spanische nun die amerikanischen Kolonialzeit und aus dem Observatorio de Manila wurde ab 1901 das Philippine Weather Bureau (Philippinisches Wetterbüro). Da Algué seinen Posten als Direktor des Instituts nach der amerikanischen Übernahme nicht aufgab, wurde ihm als Folge die spanische Staatsbürgerschaft aberkannt, da Spanien keinem Staatsangestellten erlaubte, für die Regierung eines anderen Staates zu arbeiten. Gleichwohl sollte er die Staatsbürgerschaft zurückerlangen können, sobald er wieder einen festen Wohnsitz in Spanien annimmt. Welche Staatsbürgerschaft er zwischenzeitlich hatte, ist nicht bekannt.
1900 reiste Algué zur Weltausstellung in Paris als offizieller Vertreter der Philippinischen Inseln beim dortigen meteorologischen Kongress. Auch stellte er in dem Jahr den Atlas of the Philippine Islands vor, ein detailliertes Kartenwerk der Philippinen. 1900 stellte José Algué auch sein Refraktor-Nephoskop vor, eine Adaption des gut 50 Jahre zuvor erfundenen Nephoskops, einem meteorologischen Instrument zur Ermittlung der Zugrichtung von Wolken und deren Geschwindigkeit. Bei der nächsten Weltausstellung Louisiana Purchase Exposition im Jahr 1904 stellte er auch seinen Barocyclonometer der Weltöffentlichkeit vor, zusammen mit seinem zuvor bereits auf spanisch veröffentlichten Buch Cyclones of the Far East (Zyklone des Fernen Ostens), welches er anlässlich der Weltausstellung überarbeitet und ins Englische übersetzt hatte. Damit erlangte das von ihm entwickelte Instrument weitere Bekanntheit. Außerdem wurde auf derselben Ausstellung ein von José Algué entwickelter Mikroseismograph vorgestellt, eine Weiterentwicklung des universellen Mikroseismographen von Giuseppe Vicentini. 1908 veröffentlichte das Observatorium die erste Wetterkarte des Fernen Ostens und es folgten unter José Algués Leitung weitere Teilnahmen des Weather Bureaus an internationalen Ausstellungen und Kongressen und das Observatorium wurde zu einer führenden Größe im Fernen Osten, insbesondere durch die Präzision der Taifunvorhersagen. Im August 1924 reiste Algué nach Rom zu einer Ausstellung im Vatikan, und anschließend nach Spanien, wo er sich einer Augenoperation aufgrund eines Katarakts unterzog. Von dort kehrte er jedoch nicht mehr nach Manila zurück, sondern reichte stattdessen 1925 aus Tortosa seinen Rücktritt vom Posten des Direktors des Observatoriums aus gesundheitlichen Gründen ein. Nachfolger als Direktor des Observatoriums wurde ab 1926 der von Algué selbst vorgeschlagene Miguel Selgas. Algué verbrachte seine letzten Jahre in Spanien, wo er dann am 27. Mai 1930 in Roquetes starb.